# げ

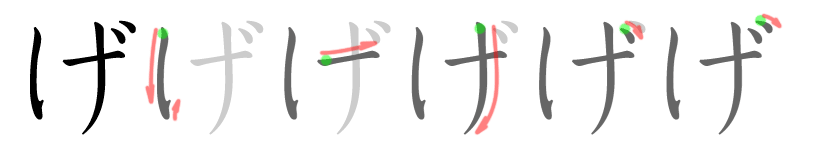
「げ」の筆順

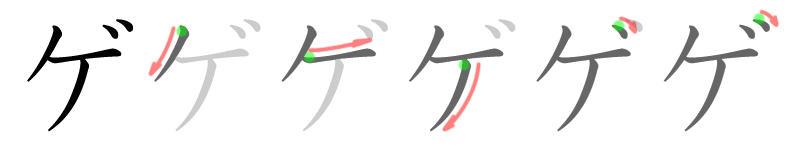
「ゲ」の筆順

げ、ゲは、日本語の音節のひとつであり、仮名のひとつである。1モーラを形成する。け、ケに濁点をつけた文字である。
- 現代標準語の音韻: 1子音と1母音「え」から成る音。舌の後部を口蓋の奥の部分（軟口蓋）に押しあて一旦閉鎖した上で破裂させることで発する。有声。
- 発音： げ[ヘルプ/ファイル]

## げ に関わる諸事項
- 「げ」は、何かの想定外な事象が発生した場合に使用される。
- 嘔吐する様子の擬音語にも使われ、多くの場合「げー」と長音で用いられる。
- 鹿児島県を中心とする薩摩弁では、家のことを げ と言う。例えば、私の家＝おいげ 貴方の家＝はんげ、わいげ
- 古くから日本において屋内で食す華やかな食事を げ と言った。例えば朝食はあさげ、昼食はひるげ、夕食はゆうげ、宴会はうたげ。